# Chiloglanis bifurcus
Chiloglanis bifurcus ist eine vom Aussterben bedrohte Süßwasserfischart aus der Gattung der Stromschnellenwelse (Chiloglanis). Sie kommt in Südafrika und Eswatini vor.

## Merkmale
Chiloglanis bifurcus erreicht eine Standardlänge von 68 mm. In der Rückenflosse gibt es einen Hartstrahl und sechs Weichstrahlen. In der Afterflosse folgen auf drei Hartstrahlen acht Weichstrahlen. Die Schwanzflosse ist gegabelt, wobei der obere Flossenlappen kürzer ist als der untere. Das ausgeprägte Saugmaul ist scheibenförmig. Die bis zu acht Unterkieferzähne sind lang und weit auseinanderliegend.

## Verbreitung
Diese Art hat eine begrenzte Verbreitung und ist im Komati-Flusssystem endemisch, wo sie innerhalb dieses Systems auf Höhen zwischen 900 m. ü. M. und 1200 m. ü. M. beschränkt ist. Das historische Verbreitungsgebiet umfasst den Crocodile River sowie einige seiner Nebenflüsse (Elands River, Ngodwana, Gladdespruit und Stadspruit). Bei der letzten Erhebung wurden nur Proben aus einem kleinen Abschnitt des Elands Rivers und Crocodile Rivers sowie aus einigen Nebenflüssen des Mlumati Rivers in Südafrika und Eswatini entnommen.

## Lebensraum
C. bifurcus kommt sympatrisch mit Chiloglanis pretoriae vor, bevorzugt aber tieferes Wasser (30 bis 60 cm) über Kiesbetten. Die Art ist nicht in Tümpeln, stehendem Wasser oder in Gewässern mit übermäßigem Algenwuchs zu finden.

## Nahrungs- und Fortpflanzungsverhalten
C. bifurcus schabt benthische Wirbellose sowie kleine Schnecken von Steinen ab und klammert sich mit dem großen Saugmaul bei starker Strömung an Felsen fest. Die Geschlechtsreife wird bei einer Standardlänge von 25 mm erreicht. Die Art laicht während der Sommermonate und versteckt die 250 bis 300 Eier im Kies. Im Gegensatz zu C. pretoriae gab es Zuchterfolge bei C. bifurcus in Gefangenschaft nur nach einer In-vitro-Fertilisation.

## Status
C. bifurcus ist eine auf schnelle Fließgewässer spezialisierte Art, die anfällig für Umweltveränderungen und Umweltverschmutzung ist. Die Regulierung der Wasserversorgung und die Verschmutzung durch die Industrie sind die Hauptbedrohungen. Die Eutrophierung durch Auswaschung landwirtschaftlicher Düngemittel trägt zu nachteiligen Veränderungen der Wasserqualität bei. Die Populationen in den Hauptströmen nehmen ab, aber isolierte gesunde Populationen kommen immer noch in weniger verschmutzten Nebenflüssen wie dem Houtbosloop River vor. Die IUCN klassifiziert die Art seit 2017 in der Kategorie „vom Aussterben bedroht“ (critically endangered).